# Variável RR Lyrae

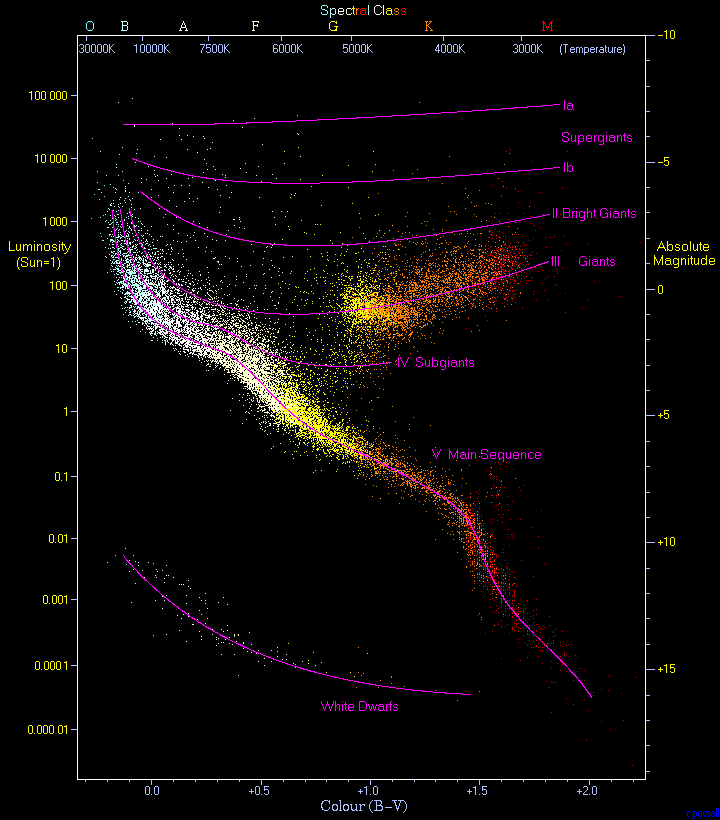
Diagrama de Hertzsprung-Russell adaptado de Powell. A faixa de instabilidade é mostrada e contém a região variável da Cefeida (em vermelho) e a região RR Lyrae (em azul).

Em astronomia, as RR Lyrae são estrelas variáveis, assim chamadas devido à estrela protótipo do gênero, RR Lyrae, e frequentemente utilizadas como velas padrão.
Essas estrelas são variáveis pulsantes situadas no eixo horizontal do diagrama de Hertzsprung-Russell, e têm uma massa de aproximadamente metade da massa solar — note-se que essas estrelas sofrem de uma perda de massa importante antes de atingirem o estado RR Lyrae, e são por isso formadas a partir de estrelas que têm uma massa equivalente, ou mesmo superior, à do Sol. Elas variam de maneira similar às cefeidas, no entanto com algumas diferenças:
- as RR Lyrae são estrelas relativamente velhas, de população II, e são por isso mais numerosas que as cefeidas, apesar de menos brilhantes. A magnitude absoluta média de uma RR Lyrae típica é de aproximadamente +0,75, ou seja, 50 vezes a luminosidade solar.[1]
- seu período é menor, em geral menos de um dia.

As RR Lyrae são classificadas em três tipos principais: RRab, RRc e RRd. As RRc possuem os menores períodos, e as RRd possuem dois períodos de pulsação superpostos.
A relação entre seu período de pulsação e sua magnitude absoluta transforma-as em excelentes velas padrão, particularmente no interior da Via Láctea. Elas são bastante utilizadas no estudo de nebulosas, mas são muito difíceis de serem observadas em outras galáxias, por causa de sua fraca luminosidade.
A incapacidade de se detectar uma RR Lyrae na galáxia de Andrômeda nos anos 1940 foi um indício importante para que se acreditasse que essa galáxia se encontra mais distante do que se pensava até então.